# Rydöbruk
Rydöbruk – miejscowość (tätort) w Szwecji, w regionie administracyjnym (län) Halland, w gminie Hylte.
Według danych Szwedzkiego Urzędu Statystycznego liczba ludności wyniosła: 367 (31 grudnia 2015), 393 (31 grudnia 2018) i 387 (31 grudnia 2019).